# A magyar labdarúgó-válogatott 2012. október 12-i mérkőzése
A magyar labdarúgó-válogatott világbajnoki-selejtező mérkőzése Észtország ellen, 2012. október 12-én. A végeredmény 1–0 lett a magyar csapat javára.

## Előzmények
A magyar labdarúgó-válogatott 2012. szeptember 7-én kezdte meg szereplését a  2014-es labdarúgó-világbajnokság-selejtezőjében, Andorra ellenében (5–0). Szeptember 11-én Hollandia ellen léptek pályára a második körben (1–4).
Fontos volt, hogy túltegyük magunkat a vereségen, de megoldottuk ezt feladatot is, arra, hogy mennyire voltunk sikeresek, az észt meccs után kaphatunk választ. Nem volt könnyű dolgunk, hiszen szélsőséges kritikákat is kaptunk, de végig megmaradtunk saját értékrendünknél. Ma már nem kudarcról beszélünk, hanem tapasztalatokról, tanulságokról. (...) Nem lehet más célunk, mint a három pont megszerzése, az elmúlt napokban tapasztalt hozzáállással jó esélyünk van erre. Most kezdődik számunkra az igazi verseny, hiszen már azokkal a riválisokkal játszunk, akik jó eséllyel pályáznak a csoport második helyére. A következő négy mérkőzésen hat megszerzett ponttal előnyt szerezhetnénk a riválisokkal szemben, míg négy ponttal versenyben maradnánk a célunk eléréséért.
Az észt válogatott Románia válogatottját fogadta az első fordulóban, és szenvedtek vereséget 2–0 arányban. A következő körben Törökországtól kaptak ki 3–0 arányban.
A Hollandia elleni 4–1-es hazai vereség bizonyosan csalódást jelentett a magyar válogatott számára, és most mindent megtesznek ellenünk, hogy lemossák ezt a szégyent. Bizonyára pontokat várnak a mai meccstől és ebben a felfogásban fognak majd futballozni. (...) A célunk persze nekünk is ugyanaz. Ezért uralnunk kell a támadóharmadot, mert anélkül nem tudunk győzni. Agresszív támadósorra lesz szükségünk, gyors játékosokkal.
Tabella a mérkőzés előtt
| Csapat       | M | Gy | D | V | G+ | G– | Gk | P |
| ------------ | - | -- | - | - | -- | -- | -- | - |
| Románia      | 2 | 2  | 0 | 0 | 6  | 0  | +6 | 6 |
| Hollandia    | 2 | 2  | 0 | 0 | 6  | 1  | +5 | 6 |
| Magyarország | 2 | 1  | 0 | 1 | 6  | 4  | +2 | 3 |
| Törökország  | 2 | 1  | 0 | 1 | 3  | 2  | +1 | 3 |
| Észtország   | 2 | 0  | 0 | 2 | 0  | 5  | –5 | 0 |
| Andorra      | 2 | 0  | 0 | 2 | 0  | 9  | –9 | 0 |

## Keretek
Egervári Sándor, a magyar labdarúgó-válogatott szövetségi kapitánya, október 1-jén hirdette ki 24 főből álló keretét az októberi vb-selejtezőkre. Október 9-én Halmosi Péter sérülés miatt elhagyta a csapatot, helyére Vanczák Vilmost hívta be a kapitány.
Tarmo Rüütli, Észtország szövetségi kapitánya szintén október 1-jén hirdetett keretet. A játékosok között szerepelt Jarmo Ahjupera neve is, aki a Győri ETO játékosa.
| Észtország           | Észtország | Észtország | Észtország | Észtország         |
| Név                  | Kor        | Vál.       | Gól        | Klub               |
| -------------------- | ---------- | ---------- | ---------- | ------------------ |
| Artur Kotenko        | 31 éves    | 25         | 0          | Jaro               |
| Pavel Londak         | 32 éves    | 22         | 0          | Bodø/Glimt         |
| Sergei Pareiko       | 35 éves    | 39         | 0          | Wisła Kraków       |
| Alo Bärengrub        | 28 éves    | 38         | 0          | Nõmme Kalju        |
| Enar Jääger          | 27 éves    | 90         | 0          | Aalesunds FK       |
| Ragnar Klavan        | 26 éves    | 82         | 2          | Augsburg           |
| Dmitri Kruglov       | 28 éves    | 77         | 1          | Rosztov            |
| Igor Morozov         | 23 éves    | 13         | 0          | Levadia            |
| Taavi Rähn           | 31 éves    | 66         | 0          | Tianjin Songjiang  |
| Tihhon Šišov         | 29 éves    | 35         | 0          | Nõmme Kalju        |
| Taijo Teniste        | 24 éves    | 17         | 0          | Sogndal Fotball    |
| Aleksandr Dmitrijev  | 30 éves    | 76         | 0          | Homel              |
| Tarmo Kink           | 27 éves    | 66         | 5          | Varese             |
| Joel Lindpere        | 31 éves    | 81         | 5          | New York Red Bulls |
| Sergei Mošnikov      | 24 éves    | 9          | 0          | Pogoń Szczecin     |
| Sander Puri          | 24 éves    | 45         | 2          | KuPS               |
| Ats Purje            | 27 éves    | 37         | 4          | KuPS               |
| Konstantin Vassiljev | 28 éves    | 55         | 15         | Amkar Perm         |
| Martin Vunk          | 28 éves    | 47         | 1          | Panachaiki         |
| Jarmo Ahjupera       | 28 éves    | 17         | 0          | Győri ETO          |
| Tarmo Neemelo        | 30 éves    | 21         | 1          | Nõmme Kalju        |
| Henrik Ojamaa        | 21 éves    | 6          | 0          | Motherwell         |
| Andres Oper          | 34 éves    | 127        | 37         | Néa Szalamína      |

| Magyarország     | Magyarország | Magyarország | Magyarország | Magyarország         |
| Név              | Kor          | Vál.         | Gól          | Klub                 |
| ---------------- | ------------ | ------------ | ------------ | -------------------- |
| Bogdán Ádám      | 25 éves      | 10           | 0            | Bolton Wanderers     |
| Király Gábor     | 36 éves      | 86           | 0            | 1860 München         |
| Megyeri Balázs   | 22 éves      | 0            | 0            | Olimbiakósz          |
| Juhász Roland    | 29 éves      | 74           | 6            | Anderlecht           |
| Kádár Tamás      | 22 éves      | 4            | 0            | Roda JC              |
| Korcsmár Zsolt   | 23 éves      | 11           | 0            | Brann                |
| Lipták Zoltán    | 27 éves      | 12           | 1            | Győri ETO            |
| Mészáros Norbert | 32 éves      | 3            | 0            | Debreceni VSC        |
| Takács Ákos      | 30 éves      | 5            | 1            | Győri ETO            |
| Vanczák Vilmos   | 29 éves      | 65           | 2            | FC Sion              |
| Varga József     | 24 éves      | 15           | 0            | Debreceni VSC        |
| Dzsudzsák Balázs | 25 éves      | 47           | 10           | Gyinamo Moszkva      |
| Elek Ákos        | 24 éves      | 20           | 1            | Diósgyőr             |
| Gera Zoltán      | 33 éves      | 75           | 22           | West Bromwich Albion |
| Gyurcsó Ádám     | 21 éves      | 4            | 1            | Videoton             |
| Hajnal Tamás     | 31 éves      | 49           | 5            | VfB Stuttgart        |
| Koltai Tamás     | 25 éves      | 8            | 0            | Győri ETO            |
| Koman Vladimir   | 23 éves      | 23           | 6            | FK Krasznodar        |
| Pátkai Máté      | 24 éves      | 0            | 0            | Győri ETO            |
| Pintér Ádám      | 24 éves      | 11           | 0            | Real Zaragoza        |
| Szakály Péter    | 26 éves      | 3            | 0            | Debreceni VSC        |
| Németh Krisztián | 23 éves      | 10           | 0            | Roda JC              |
| Szabics Imre     | 31 éves      | 30           | 12           | Sturm Graz           |
| Szalai Ádám      | 24 éves      | 11           | 6            | Mainz 05             |

 megjegyzés: Az adatok a mérkőzés előtti állapotnak megfelelőek.

## A mérkőzés
A találkozót a Tallinnban található A. Le Coq Arenában rendezték, 20:30-as kezdéssel. Az első félidőben kisebb helyzeteket tudtak felmutatni a csapatok, azonban gól nem született. A második játékrész elején, a negyvenhetedik percben Hajnal Tamás huszonkét méterről lőtt az észtek kapujába. A találkozón ez az egyetlen gól esett, így Észtország–Magyarország 0–1.
Rendkívül fegyelmezett csapat ellen játszottunk, nagyon nehéz volt az észtek középpályássora mögé kerülni, és feltörni a védelmüket. Akadtak helyzeteink, amelyeket kihagytunk, de a csapat komoly energiákat fordított a védekezésre is. Nem nyíltunk ki, lepattanó labdákból veszélyeztettek az észtek. Örömmel tapasztaltam, hogy a mi akaratunk érvényesült a mérkőzésen, így versenyben tartottuk magunkat a továbbjutást illetően. Ez a mérkőzés jó alapot biztosít számunkra a törökök elleni, keddi mérkőzéshez. (...) Nagyon csúszós volt a talaj, ez nem kedvezett ahhoz a kulturált futballhoz, amit száraz pályán nyújtottunk volna, de fegyelmezetten játszottunk. Az a felelősségvállalás jellemezte a játékosokat, ami egy nyertesen megvívott mérkőzéshez szükséges.
A kapu előtt hibáztunk, kimaradtak a helyzeteink és ez okozta a vereségünket. Nem játszottunk alárendelt szerepet, mégis számunkra bosszantó eredmény született. (...) Az ellenfelünk semmiben nem nőtt fölénk. Egyenlő erők küzdelme zajlott a pályán. A labdákat a földön sikerült megtartanunk és hosszú indításokkal tetszetős akciókat is vezettünk.

### Az összeállítások
| 2012. október 12. 20:30 |

| Észtország            | 0 – 1               | Magyarország                                   |
| --------------------- | ------------------- | ---------------------------------------------- |
| Rähn 7' Vassiljev 33' | (0 – 0) Jegyzőkönyv | Hajnal 47' Dzsudzsák 33' Szalai 37' Juhász 65' |

| A. Le Coq Arena, Tallinn Nézőszám: 5 661 Játékvezető: Liran Liany (izraeli) |

| Csapatszínek | Csapatszínek | Csapatszínek |
| Csapatszínek |              |              |
| Csapatszínek |              |              |
|              |              |              |
| Észtország   |              |              |

| Csapatszínek | Csapatszínek | Csapatszínek |
| Csapatszínek |              |              |
| Csapatszínek |              |              |
|              |              |              |
| Magyarország |              |              |

| ÉSZTORSZÁG:          |    |                      |     |
|                      |    |                      |     |
| K                    | 1  | Sergei Pareiko       |     |
| JV                   | 2  | Tihhon Šišov         |     |
| V                    | 3  | Taavi Rähn           | 7'  |
| V                    | 4  | Igor Morozov         |     |
| BV                   | 5  | Dmitri Kruglov       |     |
| JKP                  | 7  | Sander Puri          | 69' |
| KKP                  | 14 | Konstantin Vassiljev | 33' |
| KKP                  | 10 | Joel Lindpere        |     |
| BKP                  | 9  | Tarmo Kink           | 87' |
| CS                   | 11 | Henrik Ojamaa        | 52' |
| CS                   | 8  | Andres Oper          |     |
| Cserék:              |    |                      |     |
| K                    | 12 | Pavel Londak         |     |
| KP                   | 13 | Martin Vunk          | 87' |
| V                    | 15 | Ragnar Klavan        |     |
| KP                   | 16 | Sergei Mošnikov      | 69' |
| KP                   | 18 | Ats Purje            | 52' |
| V                    | 19 | Alo Bärengrub        |     |
| CS                   | 20 | Tarmo Neemelo        |     |
| CS                   | 21 | Jarmo Ahjupera       |     |
| K                    | 22 | Artur Kotenko        |     |
| V                    | 23 | Taijo Teniste        |     |
| Szövetségi kapitány: |    |                      |     |
| Tarmo Rüütli         |    |                      |     |

| MAGYARORSZÁG:        |    |                  |     |
|                      |    |                  |     |
| K                    | 1  | Bogdán Ádám      |     |
| JV                   | 8  | Varga József     |     |
| V                    | 23 | Juhász Roland    | 65' |
| V                    | 17 | Mészáros Norbert |     |
| BV                   | 4  | Kádár Tamás      |     |
| VKP                  | 21 | Korcsmár Zsolt   | 62' |
| JKP                  | 19 | Koltai Tamás     | 84' |
| KKP                  | 10 | Gera Zoltán      | 79' |
| KKP                  | 20 | Hajnal Tamás     | 47' |
| BP                   | 7  | Dzsudzsák Balázs | 33' |
| CS                   | 9  | Szalai Ádám      | 37' |
| Cserék:              |    |                  |     |
| V                    | 2  | Lipták Zoltán    |     |
| V                    | 3  | Vanczák Vilmos   |     |
| KP                   | 5  | Pátkai Máté      |     |
| KP                   | 6  | Elek Ákos        | 62' |
| CS                   | 11 | Németh Krisztián |     |
| K                    | 12 | Király Gábor     |     |
| V                    | 13 | Takács Ákos      |     |
| KP                   | 14 | Gyurcsó Ádám     | 84' |
| KP                   | 15 | Szakály Péter    |     |
| KP                   | 16 | Pintér Ádám      |     |
| CS                   | 18 | Szabics Imre     | 79' |
| K                    | 22 | Megyeri Balázs   |     |
| Szövetségi kapitány: |    |                  |     |
| Egervári Sándor      |    |                  |     |

## Statisztika
| Észtország |                   | Magyarország |
| ---------- | ----------------- | ------------ |
| 0          | Gólok             | 1            |
| 9          | Összes lövés      | 12           |
| 3          | Kapura lövések    | 7            |
| 33,3%      | Lövéspontosság    | 58,3%        |
| 2          | Szögletek         | 3            |
| 10         | Szabálytalanságok | 12           |
| 2          | Sárga lapok       | 3            |
| 0          | Piros lapok       | 0            |

További eredmények
| 2012. október 12. | Törökország | 0 – 1 | Románia |
| 2012. október 12. | Hollandia   | 3 – 0 | Andorra |

Tabella a mérkőzés után
| Csapat       | M | Gy | D | V | G+ | G– | Gk  | P |
| ------------ | - | -- | - | - | -- | -- | --- | - |
| Hollandia    | 3 | 3  | 0 | 0 | 9  | 1  | +8  | 9 |
| Románia      | 3 | 3  | 0 | 0 | 7  | 0  | +7  | 9 |
| Magyarország | 3 | 2  | 0 | 1 | 7  | 4  | +3  | 6 |
| Törökország  | 3 | 1  | 0 | 2 | 3  | 3  | 0   | 3 |
| Észtország   | 3 | 0  | 0 | 3 | 0  | 6  | –6  | 0 |
| Andorra      | 3 | 0  | 0 | 3 | 0  | 12 | –12 | 0 |

## Örökmérleg a mérkőzés után
| Észtország |           | Magyarország |
| ---------- | --------- | ------------ |
| 1          | Győzelem  | 2            |
| 0          | Döntetlen | 0            |
| 1          | Gólok     | 6            |
| 3/9        | Pontok    | 6/9          |
| 33,3%      | %         | 66,6%        |